# Ански, Алекс
Алекс Ански (ивр. אלכס אנסקי‎; род. 26 мая 1939) — израильский актёр, радио- и телеведущий и диктор.

## Биография
Родился под именем Александр Анский (Абарбанель) в 1939 году в Софии в семье Гизели, радиоведущей и актрисы, и Элиэзера, театрального режиссёра и сионистского активиста, Анских. Он начал играть в детском театре, основанном его отцом. Ански — выпускник театральной школы Хабимы и Высшей школы коммуникаций RCA в Нью-Йорке. Алекс был членом пропагандистской группы «Ликуда» с 1977 года.
Начиная с 1970-х, он в течение многих лет вёл утреннюю программу «707» в эфире «Галей Цахаль», которая позднее была снята с эфира и возвращена в новом формате в 2001 году. До 2005 года он также вёл «Исторический час» субботними вечерами с историком Майклом Харсгором (более 420 программ). Он руководил отделом дикторов радиостанции и какое-то время был ведущим программы «Голос матери».
В 1991 году Ански подал иск о клевете против Амнона Данкнера из-за обвинений в сексуальных домогательствах, о которых Данкнер написал в биографии Дэна Бен Амотца. Иск был передан в арбитраж и завершился мировым соглашением.
В январе 2021 года он покинул радиоволны ЦАХАЛа и присоединился к радиостанции Kol Music, где представляет программу «Персональный шахарит с Алексом Ански». Ански часто озвучивает рекламные ролики на радио, а также проводит церемонии и литературно-музыкальные вечера. На протяжении многих лет он проводил основные митинги и церемонии в День памяти жертв Холокоста в «Яд Вашем» в Иерусалиме.
Параллельно со своей карьерой на радио, Ански также появлялся на сценах театра Хабима, Камери, Хайфского театра, театра Беэр-Шева и Театра театральных актёров в пьесах: «Альфи», «Актёрское мастерство», «Любовные письма», «Пигмалион», «Осколки стекла», «Мир Эми», «Ирод», «Антигона», «Страна криков любви», «Маленький Малкольм и его война с евнухами», а также как в сольных монодрамах «Я не Дрейфус», «Мусорщик» и «Пивовары». Осенью 2014 года он поставил персональное шоу «Падение в прямом эфире», написанное Арье Кришеком и Алексом Каганом, о последних днях вещания известного телеведущего. В постановке особый акцент делается на протесте и страдании (включая смерть активиста Моше Сильмана в результате самосожжения). Спектакль получил восторженные отзывы и был показан по всему Израилю, Ански также выступал в Париже, Риме и Нью-Йорке.

## Фильмография
- 42:6 Бен-Гурион (1969) — эпизод
- Вечер «спасённых» (2002) — Ашкенази
- Вопросы мёртвого рабочего (2002) — босс (короткометражный)
- Чемпионка (2006) — Алмадон (телесериал; 2 эпизода)
- Карта Тель-Авива (2009) — Менахем (киноальманах)
- Сплит: Тайна крови (2009—2010) — Амнон Грин (телесериал; 79 эпизодов)
- Майя (2010) — Руби
- Оркестр изгнанников (2012) — Тосканини
- Болгарская рапсодия (2014) — Альберт
- Портрет красивой женщины (2016) — Рафи (короткометражный)
- Антенна (2016) — камео
- Академия шпионов (2016—2018) — Аарон Леви (телесериал; 13 эпизодов)
- Израильский роман (2017) — Ицхак Бен-Цви
- Прекрасный литературный клуб мадам Янкеловой (2018) —  камео
- Судья (2019) — Алекс Ански (телесериал; 8 эпизодов)

## Награды
- Премия «Зив»[ивр.] в области журналистики за мораль и справедливость (1984)[1]
- Награда Армии обороны Израиля (5 раз)
- Премия Ассоциации художников Израиля за прижизненные достижения (2008)
- «Любимец города» Тель-Авив-Яффо  (2019)[2]